# Séné
Séné [sene] (bretonisch: Sine) ist eine französische Gemeinde mit 9.265 Einwohnern (Stand: 1. Januar 2022) im Département Morbihan in der Region Bretagne. Sie gehört zum Arrondissement Vannes und zum Kanton Séné. Die Einwohner heißen Sinagots.

## Geographie
Die Gemeinde liegt am Golf von Morbihan. Das Gemeindegebiet gehört zum Regionalen Naturpark Golfe du Morbihan. Umgeben wird Séné von den Nachbargemeinden Vannes im Norden und Theix-Noyalo im Osten. Im Süden bzw. Südwesten vorgelagert in der Lagune befindet sich die Île-d’Arz.
Zu Séné gehören die Inseln Île de Boëd, Île de Boëdic, Mancel und die Île de Béchit.

## Bevölkerungsentwicklung
| Jahr      | 1962 | 1968 | 1975 | 1982 | 1990 | 1999 | 2006 | 2019 |
| Einwohner | 2353 | 2744 | 3596 | 4599 | 6180 | 7868 | 8064 | 8900 |

## Sehenswürdigkeiten
- Dolmen von Gornevèse
- Château de Bot-Spernen
- Château de Cantizac
- Kirche Saint-Patern
- Kapellen Saint-Anne-de-Bellevue, de l’Île de Boédic, de Kerarden und Saint-Laurent
- Maison rose (Rosa Haus), 1879 für einen Austernzüchter erbaut
- Monumentalkreuze von Brassée und Montsarrac

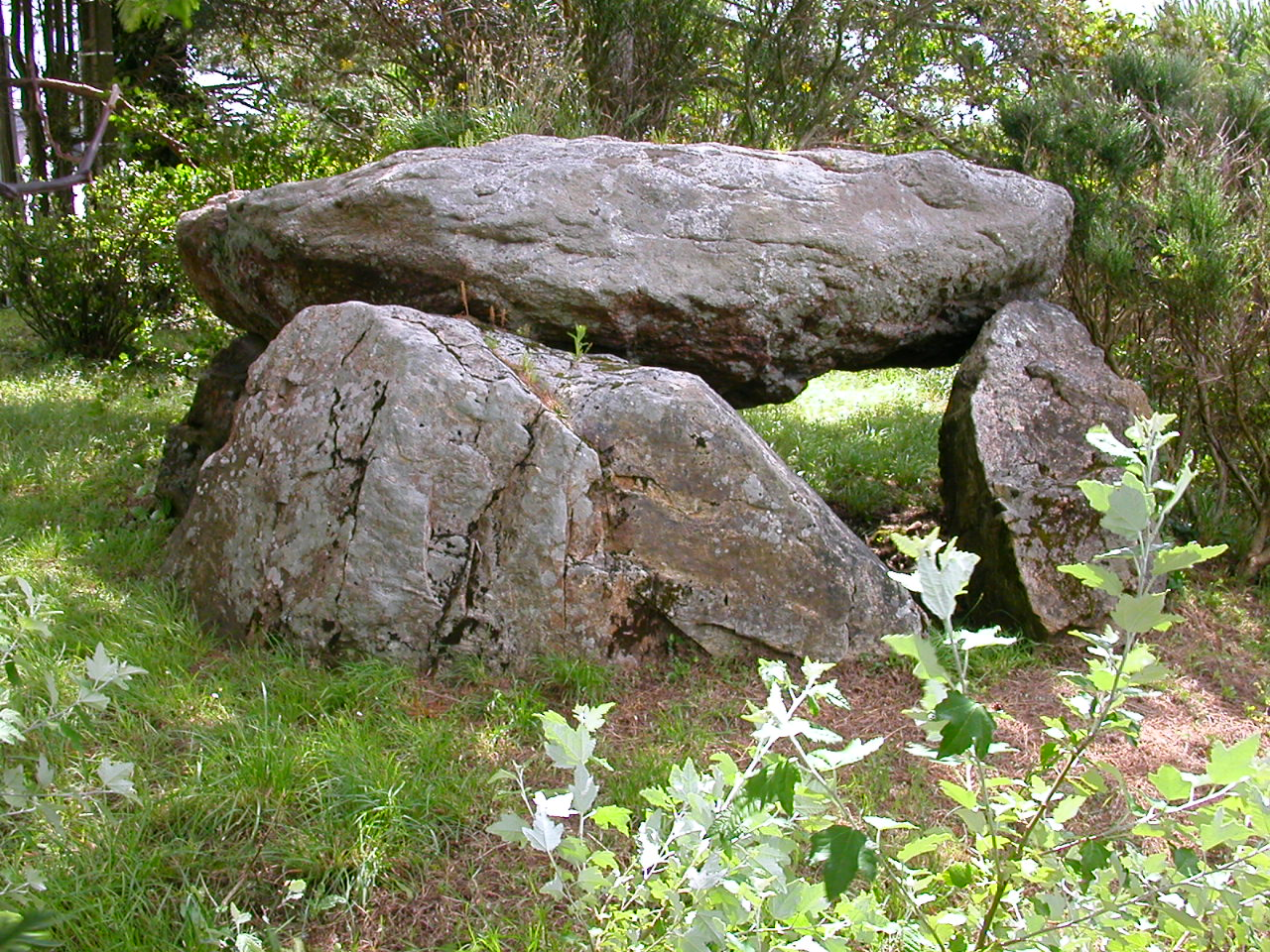
Dolmen von Gornevèze
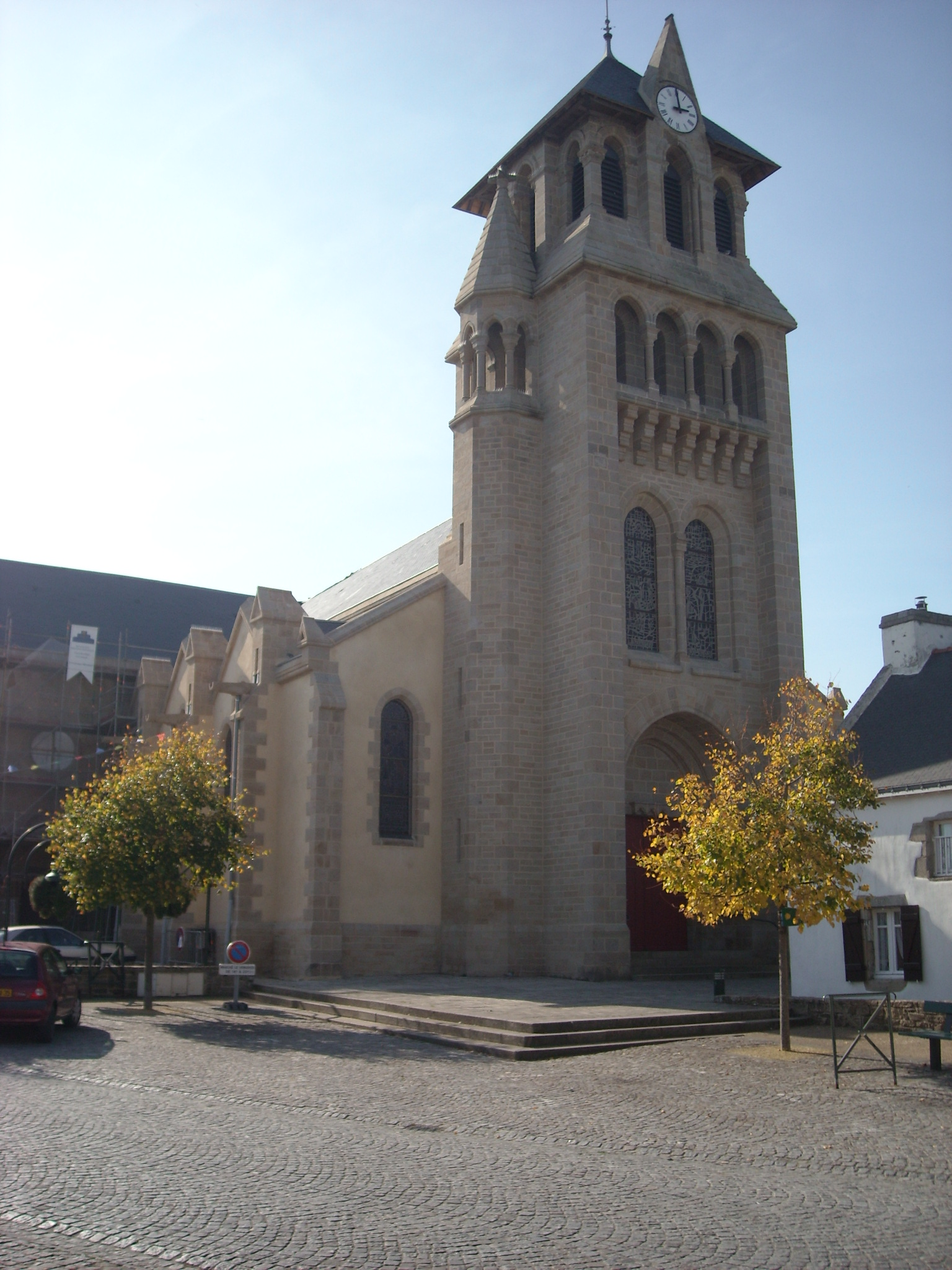
Kirche Saint-Patern
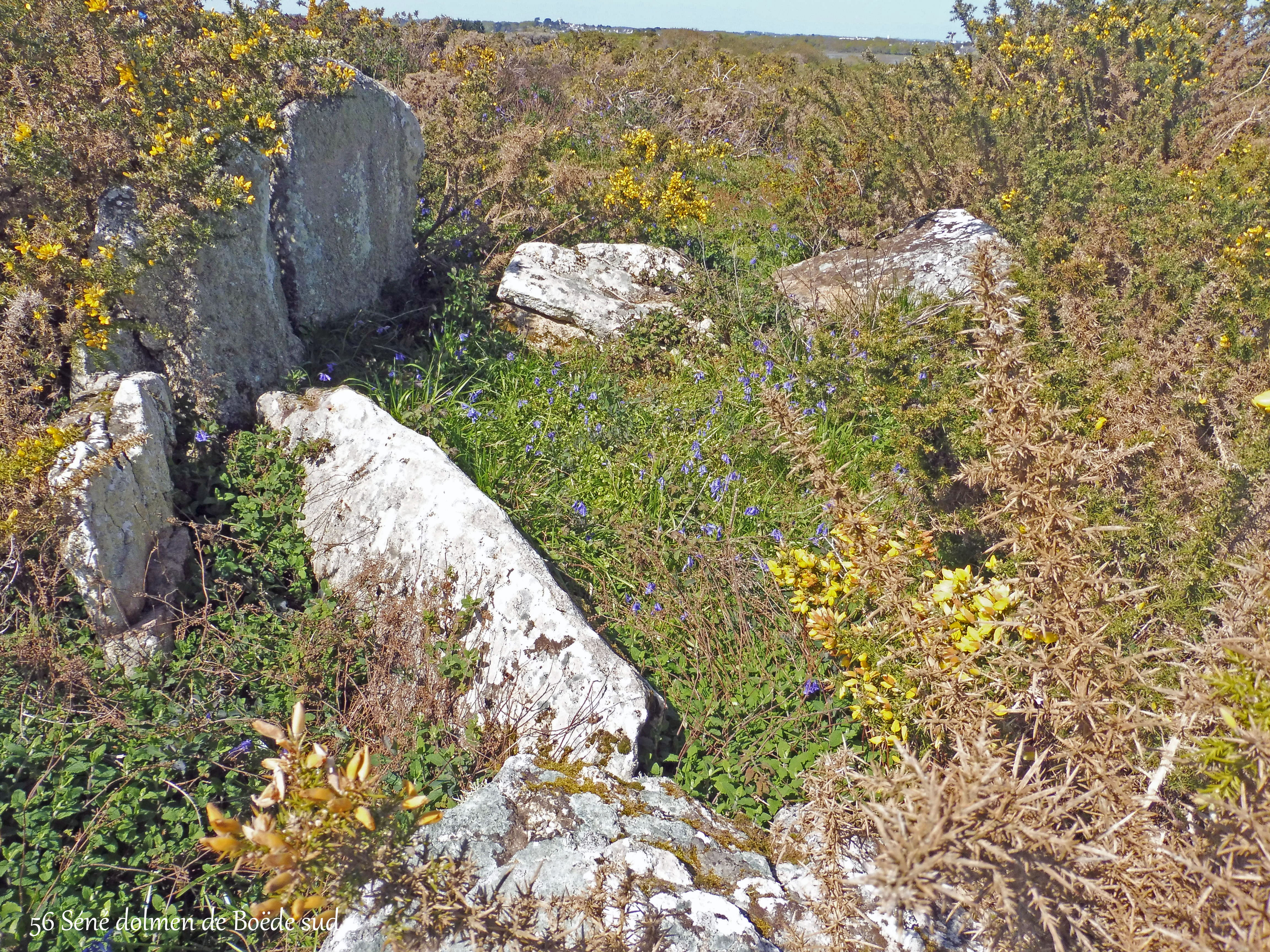
Dolmen de l’île de Boëde I

## Partnergemeinde
Mit der französischen Gemeinde Geispolsheim im Département Bas-Rhin (Elsass) besteht seit 1984 eine Partnerschaft.